# Ngựa Albania
Ngựa Albania (tiếng Albania: Kali Shqiptar) là một giống ngựa chỉ có ở nội địa Albania. Đây là một giống ngựa nhỏ, có nét tương đồng với các giống ngựa Balkan. Tuy nhiên hai loại này có sự phân biệt rõ ràng, một là giống ngựa núi, một là giống ngựa đồng bằng - hay còn được gọi là "Myzeqeja".:11:433

## Lịch sử
Trước thời kỳ Nhà nước Cộng hòa Nhân dân, ngựa Albania nổi tiếng vì sức bền và sức chịu đựng. Từ năm 1904, ngựa Ả rập được sử dụng để lai tạp;:11Sau đó, giống Haflinger và Nonius được sử dụng để lai tạp.:433

## Sử dụng
Cho đến gần đây, ngựa vẫn là phương tiện giao thông chính của đất nước, vốn không có máy kéo: loại hình này cần thiết cho nền kinh tế đất nước. Ngựa phục vụ trong quân đội Anbani cho đến năm 1974. Ngựa Albania được sử dụng hầu hết với mục đích thồ hàng hoặc kéo xe, chỉ một số ít được dùng để cưỡi.:11